# Asentamiento
Asentamientos são uma vila de barracos dentro e em torno de Cidade da Guatemala.  A maioria deles foram criados nos últimos 20 anos, e são conseqüência das desigualdades econômicas entre as áreas rural e metropolitanas na Guatemala.  As pessoas que ali vivem geralmente vieram de pequenas cidades em áreas rurais remotas, e chegou à cidade à procura de uma oportunidade melhor. Eles geralmente estão instalados em que costumava ser terras do governo, geralmente lugares que normalmente não devem estar as áreas habitáveis (desfiladeiros íngremes, lado instável de morros, etc.)
Tradicionalmente, esses locais têm sido "zonas vermelhas" dentro da Cidade da Guatemala, devido à sua elevada taxa de criminalidade. Em alguns deles, a polícia local não entra, porque as gangues controlam as áreas, e normalmente são mais bem armados que a polícia.
Os mais famosos asentamientos na Guatemala são:
- La Limonada [1]
- El Mezquital
- Carolingia